# 立本责会
立本责会（Liebenzeller Mission），是一个国际性的基督教新教传教差会，成员来自奥地利、加拿大、德国、匈牙利、日本、韩国、荷兰、瑞士和美国。1899年响应内地会的号召，成立于德国。
立本责会的传教士植根于德国虔敬主义，目前在26个国家，从事圣经翻译、植堂、教育、传福音、牧养、媒体、医疗和社区发展。立本责会大约有220名传教士。德国立本责会是其中规模最大的，总部设在德国巴登-符腾堡州的市镇巴特利本采尔（Bad Liebenzell），设有神学院。
关岛的太平洋岛屿圣经学院，今太平洋岛屿大学，是由立本责会开办。

## 立本责会在中国
立本责会在成立之初，就开始向中国派遣传教士，1901年开始工作。到1919年的时候，已经在中国湖南省派驻了59名外国职员，分布于14个总堂：
- 长沙
- 湘潭
- 衡州
- 宝庆府（1903）
- 沅州（1903）
- 武冈（1908）
- 靖州（1911）
- 湘乡（1912）
- 洪江（1912）
- 桃花坪（1912）
- 新宁（1914）
- 两头塘（1916）
- 衡山县（1918）
- 永丰（1918）

建立了47个布道区，38个正式教会，受圣餐信徒1282人，居在该省的各差会第4名，次于挪威信义会、美北长老会和循道会。立本责会在洪江和宝庆府设有医院。
立本责会的传教区域呈一带状，东起省城长沙，向西直到湖南西南边境。